# Louis Deroo
Le vice-amiral d'escadre Louis Deroo, né le 12 février 1903 au Havre (Seine-Maritime) et mort le 1er octobre 1974 à Saint-Germer-de-Fly (Oise), était un officier de marine français.